# Quassim Cassam

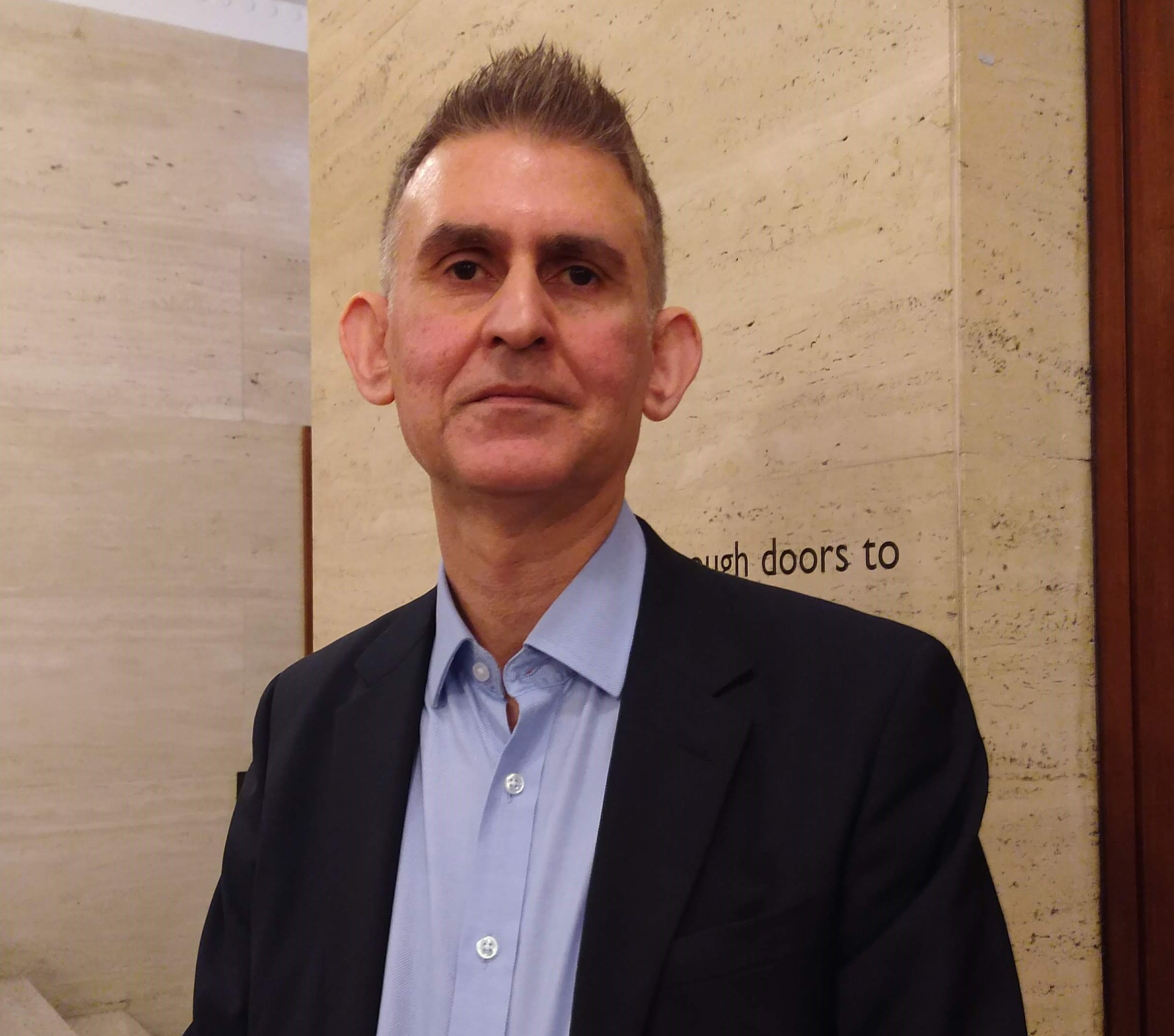
Quassim Cassam

Quassim Cassam (Mombasa, 31 de enero de 1961) es un filósofo keniata profesor en la Universidad de Warwick.

## Biografía
Nacido en Kenia en una familia ismailí, sus bisabuelos provenían de la India, Guyarat.
Estudió filosofía, políticas y económicas en el Keble College de la Universidad de Oxford, donde se docoró en 1985 y fue profesor de filosofía de 1986 a 2004. Ha sido también profesor en el University College London  (2005-2006), la Universidad de Cambridge (2007-2008) y desde 2009, en la Universidad de Warwick.

## Algunas publicaciones
- Conspiracy Theories, (2019).
- Vices of the Mind: From the Intellectual to the Political,  (2019).
- Self-Knowledge for Humans, (2014).
- Berkeley's Puzzle: What Does Experience Teach Us?, (2014).
- The Possibility Of Knowledge, (2007).
- Self and World, (1997).